# 潘耀武
潘耀武（1976年9月17日—），演员。出生于中国湖北。

## 从艺经历
- 电视剧：
  - 20集《情怨二代人》 饰宁生
  - 20集《本家兄弟》 饰何志辉
  - 8集《中国仪仗兵》 饰中国仪仗兵路岩
  - 30集《大唐情史》 饰李世民三子吴王恪
  - 20集《青衣》  饰刘小能
  - 20集《耳光响亮》及同名电影《耳光响亮》 饰杨春光
  - 20集《深度诱惑》 饰一电视台“城市目击”栏目总监康波。
  - 20《羊城风暴》 饰叶剑英

- 电视电影：
  - 《哪朵云彩没有雨》  饰大师
  - 《英雄无界》  饰欧阳

## 个人资料
- 最高学历： 本科
- 学校： 中央戏剧学院表演系
- 所学专业： 表演